# Pastor-de-shetland
Pastor-de-shetland[a][b] (em inglês:  Shetland Sheepdog) é uma raça canina de pastoreio do tipo spitz originária das Ilhas Shetland. Seus ancestrais foram levados destas ilhas por comerciantes, visitantes e colonizadores. É visto como a miniatura perfeita do collie de pelo longo e, como seu ancestral, detém as mesmas habilidades de pastoreio. É um canino desconfiado, reservado com estranhos, cão de guarda nato e pastor de ovelhas. É dito um cão excelente para o agility, provas de obediência e provas de pastoreio, já que é facilmente adestrável e cheio de energia. Adaptável, é um canino de porte pequeno possível de se ter em apartamento, mas também rústico para se criar em fazendas. Classificado como ideal para famílias jovens ou sedentárias.
Podem atingir os 37 cm e pesar 12 kg. Sua pelagem, é lisa e longa; seus exemplares possuem uma juba característica e podem apresentar as variações de cores: zibelina, tricolor, bicolor (preto e branco) e azul merle.